# اس‌اندپی ۴۰۰
اس‌اندپی ۴۰۰ (انگلیسی: S&P 400) از شاخص‌های بازار بورس اوراق بهادار در ایالات متحده آمریکا است.